# Evita, la loca de la casa
Evita, la loca de la casa es una novela escrita por Daniel E. Herrendorf en 2003.
Llamó la atención de la crítica por tratarse de la primera obra inspirada en Eva Perón que tiene un carácter surrealista y escapa de la calificación tradicional de novela.

## Formato de la Obra
La obra tiene una peculiaridad: en los capítulos pares Evita narra su historia de un modo claro, y en los impares delira "como una loca" lo cual permite al autor desentrañar el imaginario inconsciente de la mujer de Juan Domingo Perón.
Toda la novela transcurre en el día de la muerte de Eva y en su lecho de muerta, en su cuarto de la Residencia de los Presidentes (actual predio de la Biblioteca Nacional de la Argentina), narrada en primera persona, lo cual facilitó que James Ivory llevara la obra al teatro británico.
Los pasajes son escrupulosos y directos, y Eva habla de sí misma y su marido con inusual crueldad:
"Mi nombre es Eva. Soy una mujer desamparada y vivo en el desnivel de mi soledad.
Atravieso cada noche las tres letras de mi nombre que es, está claro, el de la primera mujer y el de la última.
Mi nombre es Eva Duarte, y mis mayores me importan tanto como la brisa o el destino de Antioquía.
Mi hermano se mató -lo matamos- con un balazo que le destrozó el cráneo en la época en que convenían los suicidios. Con menos dignidad que Lisandro de la Torre, que dejó un testamento apócrifo, con menos dolor que Alfonsina Storni -¿por qué será tan mencionada esa mujer llena de poquedades?-, con más motivos que Leopoldo Lugones que se mató por amor, por un amor medio secreto, medio prohibido, con más decoro que ese borracho montarás, Horacio Quiroga, envenenado como una rata, por las mismas razones por las que moriré yo: un pedazo interminable de ansiedad.
Y también envenenada, envenenada me moriré joven, pero no con el veneno de las ratas sino con el de tu sangre, con el veneno de este país sobre el que sobrevuelan los escombros de una patria, con ese veneno, sí, que me dará ese médico cacheteado, ese viejo que creía que yo, una Reina, podía morirse de cáncer, qué cosa tan vulgar. Tendría que haber nacido austríaca, Hermana del Príncipe de Baviera o Hija de Victoria la Reina impura, o Prima de Isabel, la Virgen, o Heredera de la Casa de los Habsburgo y Nieta de Eugenie de París.
Pero nací en estas tierras devastadas del sur, tierra salobre y mal hecha, condenada a no tener destino, hija del desamparo, de padres con el linaje destrozado por las manos y por el arado y por la necesidad.
Mi nombre es María Eva Duarte, porque llevo el nombre de la Madre y el nombre, está claro, de la primera mujer y de la última.
Mi coartada, la única que encontré en este país. Casarme con un hombre que podía ser modelado por mí hasta la conquista, la sangre, el poder, la devoción, la gloria, el auge, la demencia y la derrota.
Moriré de lucidez. Pero estoy Loca. Toda mi actuación ha sido parecer una mujer sensata." (del Capítulo Segundo).

## El tono onírico
La crítica ha destacado el tono onírico de la obra:
"En reiteradas ocasiones - haciendo honor a la voz narradora que lo genera- el discurso se torna tan onírico y demencial como una obra de Dalí, lleno de sinsentidos y de metáforas que, a la luz de la locura y del conocimiento histórico de los hechos, cobran una paradójica significación. Detrás de aquel discurso desbocado y alienante, el lector asiste al testimonio de una personalidad ambiciosa y sedienta de protagonismo y poder, frustrada y dolida por la traición y la esterilidad propia o ajena.
"Al igual que Antínoo (v. Memorias de Antínoo), Eva manifiesta la necesidad de dejar de ser. Si bien aquí no hay suicidio, existe cierta complacencia en la muerte, como medio para no perpetuar la existencia de ese ser doliente que no llega a acomodarse en su papel, que es plagiado, falseado, traicionado, ensombrecido y ocultado, por el General y los malos asesores junto a quienes transcurre su vida inventada y negada.
En efecto, hay un paralelismo evidente entre esta obra y las Memorias de Antinoo, del mismo autor: el tono onírico, el delirio, la muerte inmediata y la narración hacia alguien (hacia Juan Domingo Perón en un caso, hacia en emperador Adriano en el otro) con un poder presuntamente malogrado, que sería en parte causa de las muertes.
"En esta obra, la narración proviene de boca de un personaje desdoblado entre locura y cordura, que conforma una metafórica Eva (principio y fin del género femenino) quien se dirige a sí misma, en ocasiones, y al General Perón, en otras, en el preludio de su agonía.
Puede decirse que por obra de tal desdoblamiento, el personaje-narrador se construye a sí mismo sobre dos dimensiones antitéticas y complementarias que, lejos de ser estáticas, intentan fagocitarse mutuamente (imágenes y parlamentos con detalles demenciales, no obstante, hacen entrever que en dicha operación, la locura triunfa finalmente). Incluso, ambas llegan a relacionarse íntimamente e intentan procrear en el vientre de Eva un ser de carne y hueso.
Evita lucha por crearse y ser sí misma. Pero el mito falaz que la envuelve le impide aquella obra de autenticidad. La "cordura" de los otros atenta contra ella y la repliega, instalándola en los dominios de la enfermedad.
En cuanto al lenguaje y a la construcción del relato, se advierte un registro poético que va in crescendo y copa el texto a nivel verbal e, incluso, visual. Las oraciones se disponen en la hoja de manera unitaria, despojada, sencilla. Nuevamente se vislumbra la formación y la actitud poética de Herrendorf, así como la importancia de la lectura y la relación con Marguerite Duras, de quien parece heredar una gran tendencia a economizar vocablos y buscar la carga valorativa y la absoluta justificación de cada palabra".
El tono delirante que cifrará toda la obra se advierte desde el comienzo:
"Ya dejen de cantar esa marcha insolente en la plaza de las victorias fingidas, que éste es un final de verdad -dice Eva-. Qué puedo hacer ahora si estoy tiesa en una cama caótica y me muero de un cáncer que me revuelve las entrañas. A veces la fidelidad del pobrerío campestre tenía algo de irreal, como si la canción del primer trabajador fuera repentinamente incierta. Entonces era cansador oír tantos reclamos, si ya sabemos que el país está lleno de pobres. Qué novedad me traen estos infelices."
Sin embargo, Herrendorf recuerda que a veces hay que dejar que hable la Loca de la Casa.